# Chapulco (kommun)
Chapulco är en kommun i Mexiko.   Den ligger i delstaten Puebla, i den sydöstra delen av landet, 200 km öster om huvudstaden Mexico City. Arean är 147 kvadratkilometer.
Terrängen i Chapulco är huvudsakligen kuperad, men västerut är den bergig.
Följande samhällen finns i Chapulco:
- Puente Colorado
- Huehuetecpan